# 平遥牛肉

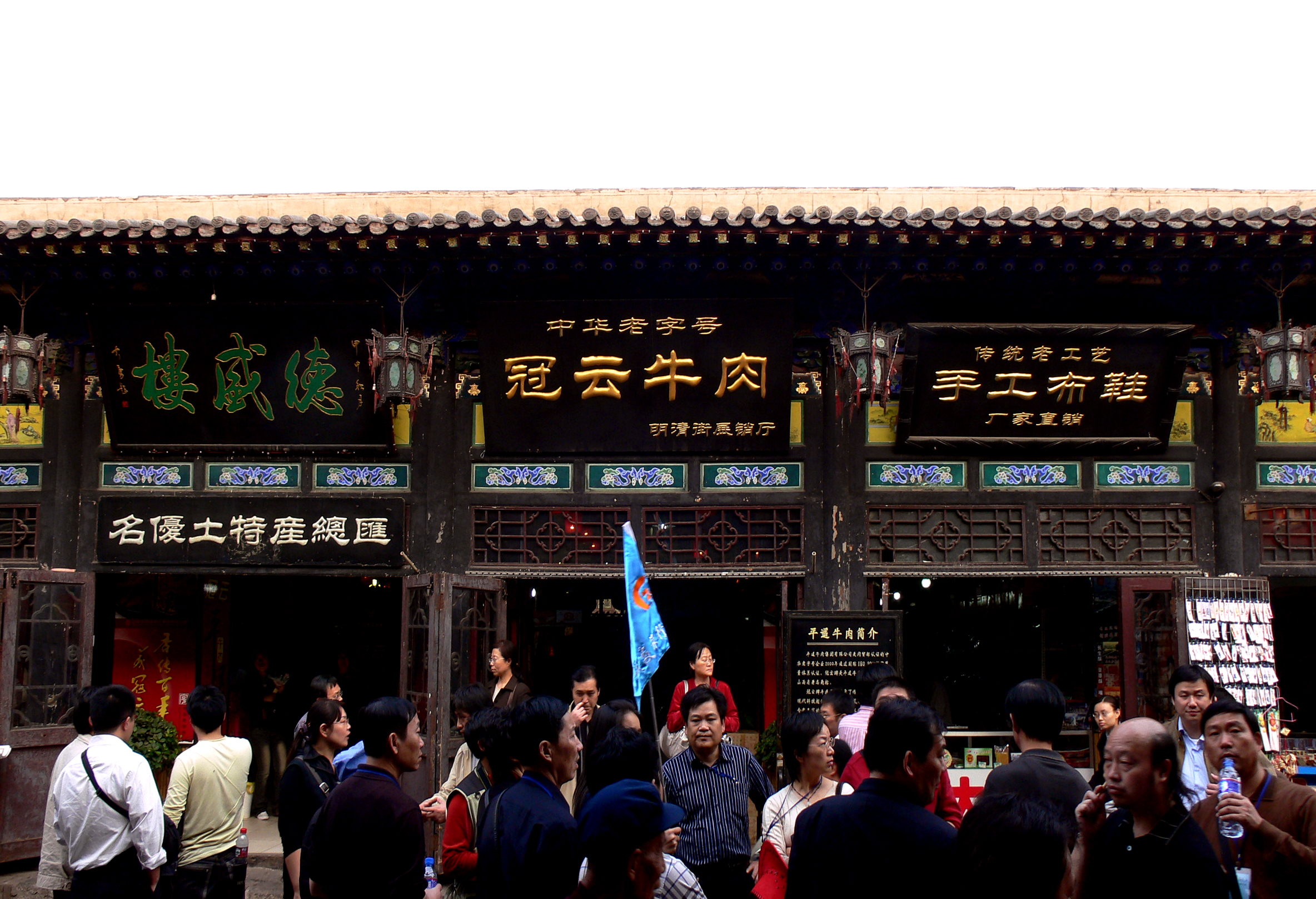
平遥冠云牛肉店

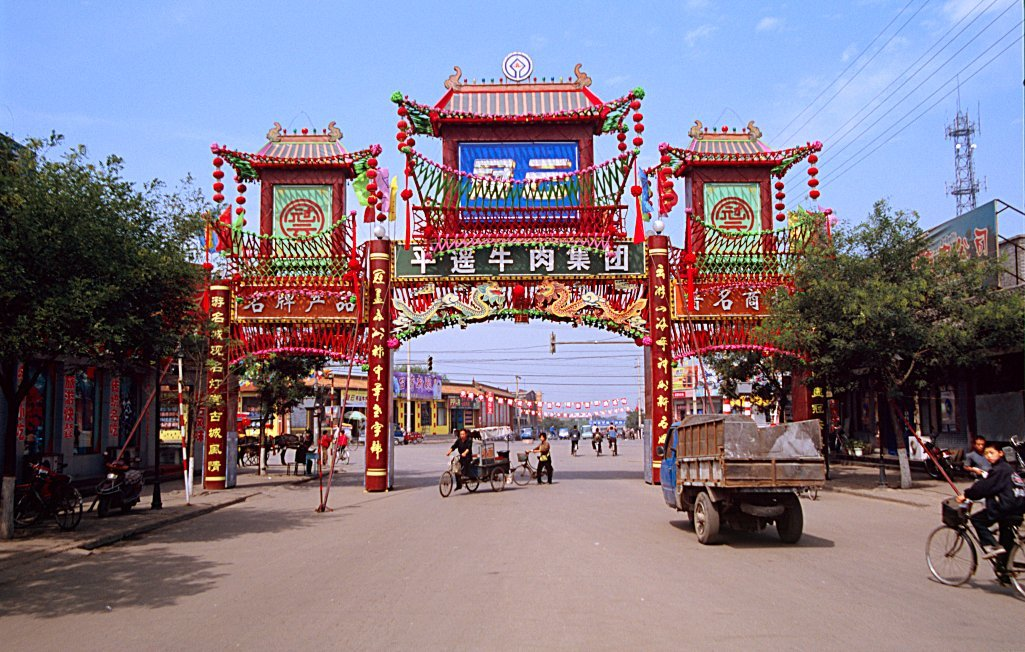
平遥牛肉集团牌楼

平遥牛肉是中国山西省平遥县冠云牛肉店所特有的一种地域特色的卤制牛肉加工工艺。平遥的冠云牛肉店是中华老字号。
冠云牛肉的传统制作工艺独特，依当地特有的土壤、水质、气候、人文等因素，其腌、卤、炖、焖等制作工艺体现出强烈的地域特色。
平遥牛肉已经被列为中国地理标志产品。